# Didymodon brachyphyllus
Didymodon brachyphyllus là một loài Rêu trong họ Pottiaceae. Loài này được (Sull.) R.H. Zander mô tả khoa học đầu tiên năm 1978.